# Jean de Bertrand (zm. 1432)
Jean des Bertrandis (ur. ?, zm. 1432) – sabaudzki duchowny okresu wielkiej schizmy zachodniej, biskup.
Ukończył studia prawnicze z tytułem doktora praw i został kanonikiem w Genewie. Miał zaledwie święcenia subdiakonatu, gdy 14 grudnia 1408 „awinioński” Benedykt XIII wyznaczył go biskupem genewskim, następcą zmarłego Guillaume de Lornay. Wkrótce potem jednak porzucił obediencję Benedykta XIII i wziął udział w soborze w Konstancji (1414–1418). Był jednym z reprezentantów tzw. „nacji galijskiej” na konklawe 1417, które poprzez wybór papieża Marcina V doprowadziło do zakończenia schizmy. Nowy papież 23 września 1418 promował go na arcybiskupa Tarentaise. Sprawował tę funkcję aż do śmierci.